# Mõniste kommun
Mõniste kommun (estniska: Mõniste vald) var en tidigare kommun i landskapet Võrumaa i södra Estland, belägen cirka 230 kilometer sydost om huvudstaden Tallinn. Antalet invånare var 1 031 och arean var 175 kvadratkilometer. Kommunens centralort var byn Mõniste.
Den 21 oktober 2017 uppgick kommunen i Rõuge kommun.

## Geografi
Mõniste kommun gränsar till Lettland och var Estlands sydligaste kommun. Terrängen i området är platt.
Estlands sydligaste punkt ligger vid den lettiska gränsen, sydöst om byn Karisöödi som är landets sydligaste by.

### Karta

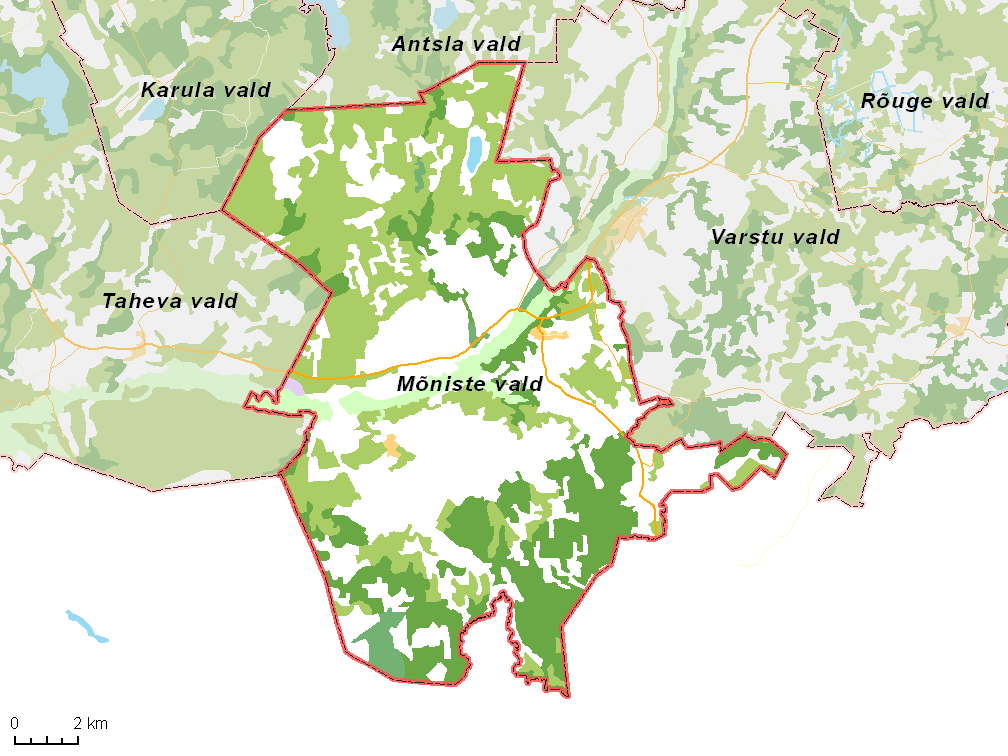
Översiktlig karta över den dåvarande kommunen.

## Orter
I Mõniste kommun fanns 17 byar.

### Byar
- Hürova
- Hüti
- Kallaste
- Karisöödi
- Koemetsa
- Kuutsi
- Mõniste
- Parmupalu
- Peebu
- Sakurgi
- Saru
- Singa
- Tiitsa
- Tundu
- Tursa
- Vastse-Roosa
- Villike